# Потала
Потала (знищення, наруга) — міра покарання у Київській державі. Полягала у вигнанні чи перетворенні у раба засудженого та членів його сім'ї й конфіскації майна. За «Руською Правдою» віддавали на поталу  за розбій, окремі види крадіжок, підпал і конокрадство.